# Odondebuenia balearica
Odondebuenia balearica är en fiskart som först beskrevs av Pellegrin och Fage, 1907.  Odondebuenia balearica ingår i släktet Odondebuenia och familjen smörbultsfiskar. IUCN kategoriserar arten globalt som otillräckligt studerad. Inga underarter finns listade i Catalogue of Life.